# Rioolput

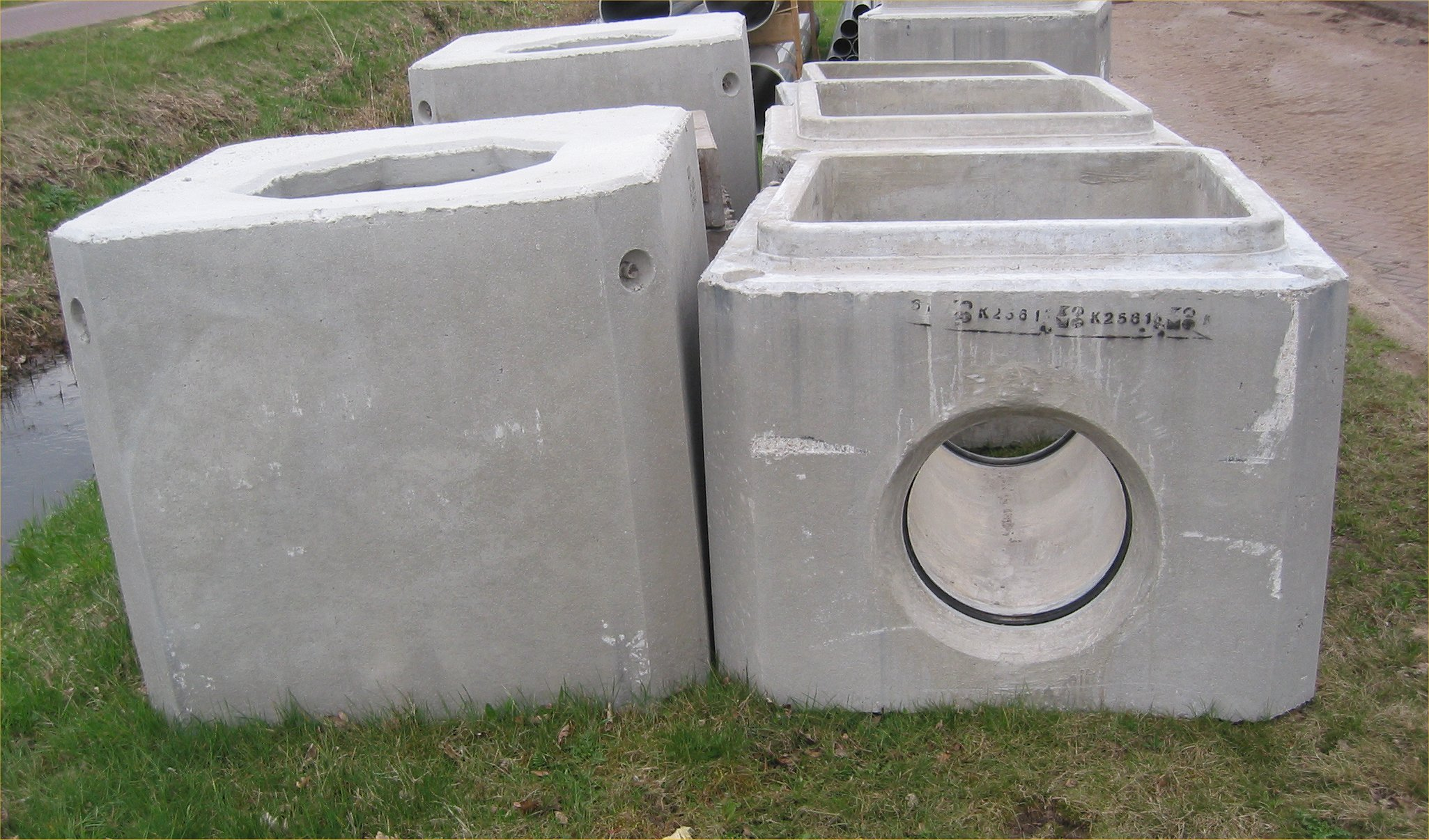
Betonnen rioolputten staan klaar voor plaatsing. De delen rechts zijn de onderbakken, links staan de bovendelen waarop het putdeksel komt.

Een rioolput wordt ook wel een inspectieput genoemd en dient ervoor om inspecties in een rioolstelsel uit te kunnen voeren. Verder komen rioolputten ook voor op punten waar het rioolstelsel een bocht of knik maakt, waar verschillende rioolstrengen op elkaar aangesloten worden of waar de rioolstreng van diameter wijzigt. Ten onrechte worden kolken vaak putten genoemd.
Rioolputten kunnen van verschillende materialen gemaakt worden. Vroeger werden ze voornamelijk gemetseld, tegenwoordig zijn ze vaak van geprefabriceerd beton of kunststof (PE, pvc of GVK).
De rioolput wordt normaal gesproken afgedekt met een gietijzeren putdeksel, al komen betonnen, (roestvrij)stalen of aluminium afdekkingen ook voor. Tegenwoordig is de deksel meestal rond en ca. 60 cm in doorsnede. In het verleden werden ook vierkante deksels toegepast, maar deze kunnen, in tegenstelling tot ronde, (diagonaal) in de opening vallen.

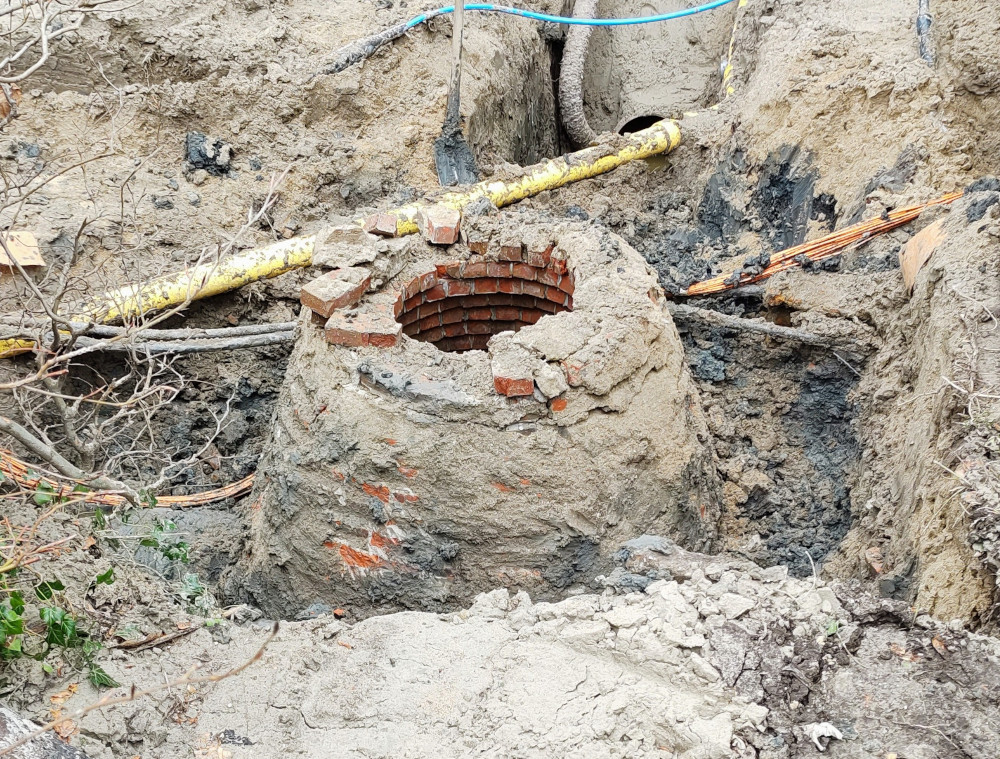
Gemetselde rioolput uit de jaren 1930
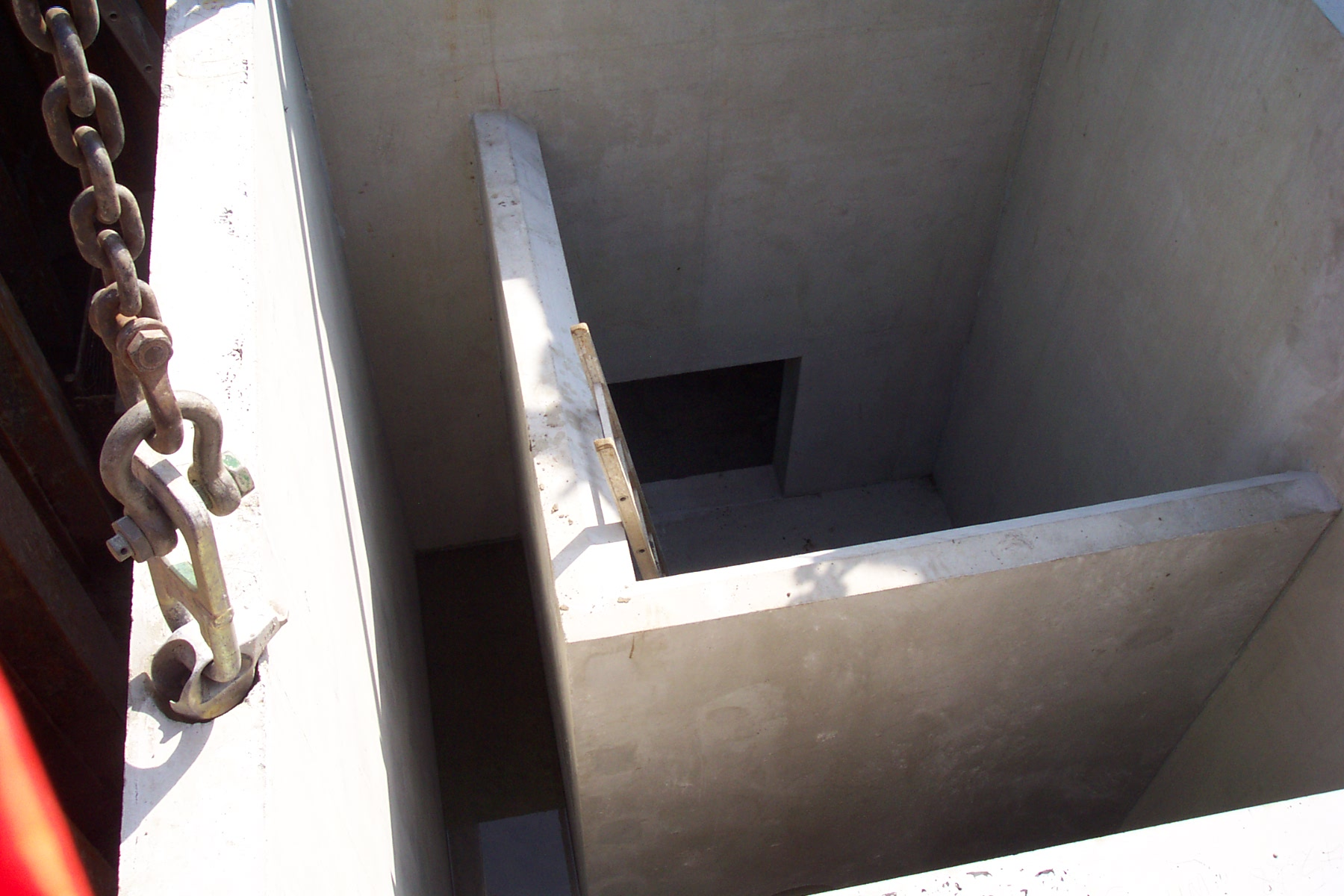
Een prefab overstortput tijdens de bouw

## Typen putten

### Inspectieput
De meest voorkomende rioolput dient om de aanwezige riolering te kunnen inspecteren, reinigen of onderhouden. Verder komen rioolputten ook voor op punten waar het rioolstelsel een bocht of knik maakt, waar verschillende rioolstrengen op elkaar aangesloten worden of waar de rioolstreng van diameter of materiaal wijzigt.

### Externe overstortput
Een overstort dient om overtollig rioolwater af te voeren naar oppervlaktewater. De put wordt geplaatst in een rioolstelsel en heeft een leiding naar het open water. In de put is een muur gemetseld (met een nauwkeurig berekende hoogte) die het riool van het open water scheidt. Zodra het waterpeil in het riool oploopt tot boven de muur stort het water over de muur heen en wordt geloosd op het open water.

### Interne overstortput
Zoals een externe overstort, maar de muur scheidt dan twee verschillende rioolstelsels van elkaar. Bij een hoog waterpeil in een rioolstelsel kan het water overstorten naar het naastgelegen stelsel.

### Kruisingsput
In een kruisingsput kruisen twee leidingen elkaar zonder dat ze met elkaar in open verbinding staan. Een kruisingsput wordt toegepast als de leidingen elkaar min of meer op dezelfde hoogte kruisen. De eerste leiding wordt "blind" door de put gestoken en heeft dus geen open verbinding met de ruimte in de put. De tweede leiding staat wel in open verbinding met de ruimte in de put en het water stroomt om (over of onder) de eerste leiding door.

### Valput
Een normale inspectieput waarin een hoogteverschil tussen twee leidingen opgevangen wordt. Het water stort dan naar beneden en loopt via een lager gelegen leiding weg.

### Koppelput
Een put waarin een koppeling in een verbeterd gescheiden rioolstelsel tussen een vuilwaterriool en een hemelwaterriool. Om te voorkomen dat er vuil water in het hemelwaterstelsel terechtkomt wordt er een terugslagklep geplaatst.

### Pompput
Een pompput is een ingegraven gesloten betonnen bak met daarin een pomp, in feite een kleine versie van een gemaal. Pompputten worden vooral geplaatst in het buitengebied om het afvalwater van de daar aanwezige bebouwing af te voeren. Men spreekt meestal van een pompput als de put slechts 1 pomp heeft en relatief ondiep (minder dan 2,5 meter) is.

### Afscheider
Een afscheider is een put, in het rioolstelsel, met als doel bezinkbaar en drijvend vuil in het afvalwater tegen te houden. Afscheiders worden vooral toegepast bij bedrijven of gebouwen waar de kans groot is dat bezinkbare of drijvende stoffen (zoals zand, klei, cement, olie, benzine etc.) in het riool terechtkomen. Een afscheider moet periodiek gereinigd worden.

### Septic tank
Een septic tank is een waterdichte bak waarop het riool van een huis is aangesloten indien er geen sprake is van aansluiting op het riool. In de septic tank worden vaste stoffen voor zover mogelijk verteerd of bezonken, het resterende water wordt geloosd op oppervlaktewater of wordt in de bodem geïnfiltreerd. Een septictank verwijdert ongeveer 25% tot 40% van de verontreiniging en heeft, in vergelijking tot een rioolwaterzuiveringsinstallatie, een relatief laag zuiveringsrendement. Septic tanks worden daarom vervangen door een 'individuele behandeling afvalwater' (IBA).

## Constructietypen

### Vormen
De betonputten zijn meestal vierkant. Grote putten bestaan meestal uit verschillende op locatie in elkaar te zetten onderdelen, kleine putten worden in één geheel geleverd. Kunststof inspectieputten zijn doorgaans rond en verkrijgbaar in de diameters 600, 800, en 1000 mm, en worden compleet in één stuk geleverd.
De bodem heeft vaak een stroomprofiel of een ronde bolle bodem.
Gemetselde putten kunnen in principe elke willekeurige vorm krijgen, al wordt rond en vierkant het meest toegepast.

### Putbuis
Putbuizen zijn buizen met een grote diameter waarop een inspectieschacht aangebracht is. Putbuizen werden voorheen van gewapend beton, staal of  beton met een stalen kern gemaakt, maar geprefabriceerde putten van HD polyetheen (HDPE) of glasvezel versterkt polyester (GRP) zijn sterk in opkomst.

### Hondenhok
Een speciale verschijningsvorm is het "hondenhok". Dit is een put die over een bestaande rioolstreng heen kan worden gebouwd, waarna de buis binnenin de put wordt verbroken. Dit kan handig zijn bij het aansluiten van een nieuwe streng op een bestaande riolering, zonder de bestaande leiding uit bedrijf te hoeven nemen.
Er wordt in dit geval een plaat onder de bestaande buis geschoven, waarna een geprefabriceerd deel vervolgens over de buis heen op de plaat wordt gezet.